# Liste der Monuments historiques in Brégnier-Cordon
Die Liste der Monuments historiques in Brégnier-Cordon führt die Monuments historiques in der französischen Gemeinde Brégnier-Cordon auf.

## Liste der Bauwerke
| Bezeichnung        | Beschreibung | Standort | Kennzeichnung | Schutzstatus | Datum     | Bild           |
| ------------------ | ------------ | -------- | ------------- | ------------ | --------- | -------------- |
| Grotte von Lievrin |              | (Lage)   | PA00116350    | Classé       | 1913 2011 | weitere Bilder |